# Fábio (Fußballspieler, 1997)
Fábio (* 25. Mai 1997 in São Paulo; voller Name Fábio Roberto Gomes Netto) ist ein brasilianischer Fußballspieler.

## Karriere
Fábio erlernte das Fußballspielen in der Jugendmannschaft von Nacional AC (SP) in São Paulo. Seinen ersten Vertrag unterschrieb er 2017 bei Grêmio Osasco Audax in Osasco. Ein Jahr später wechselte er zum Oeste FC nach Itápolis. 2018 wurde er von Oeste an den CA Carlos Renaux ausgeliehen. Nach Vertragsende in Oeste unterschrieb er Anfang 2020 einen Vertrag in Japan. Hier schloss er sich dem Zweitligisten Albirex Niigata aus Niigata an. Bis Mitte Oktober 2020 absolvierte er 19 Zweitligaspiele für Niigata. Anfang November 2020 ging er wieder nach Brasilien. Hier schloss er sich seinem ehemaligen Verein Oeste FC an. Der Verein spielte in der zweiten Liga, der Série B. Für Oeste absolvierte er 15 Spiele in der zweiten Liga. Im März 2021 zog es ihn in die Vereinigten Staaten. Hier wurde er von den New York Red Bulls ausgeliehen. Das Franchise aus Harrison, New Jersey, spielt in der ersten Liga, der Major League Soccer (MLS).
2022 kehrte Fábio nach Brasilien zurück und wechselte zu Atlético Mineiro. Dort konnte er sich jedoch nicht durchsetzen und wurde zweimal verliehen. Schon im Folgejahr wechselte er zu EC Juventude, von dort wurde er nach Australien zum Sydney FC verliehen. 2024 folgte schließlich ein Wechsel zu Club Bolívar in die bolivianische erste Liga.

## Erfolge
Atlético Mineiro
- Staatsmeisterschaft von Minas Gerais: 2022